# Agnes Canta

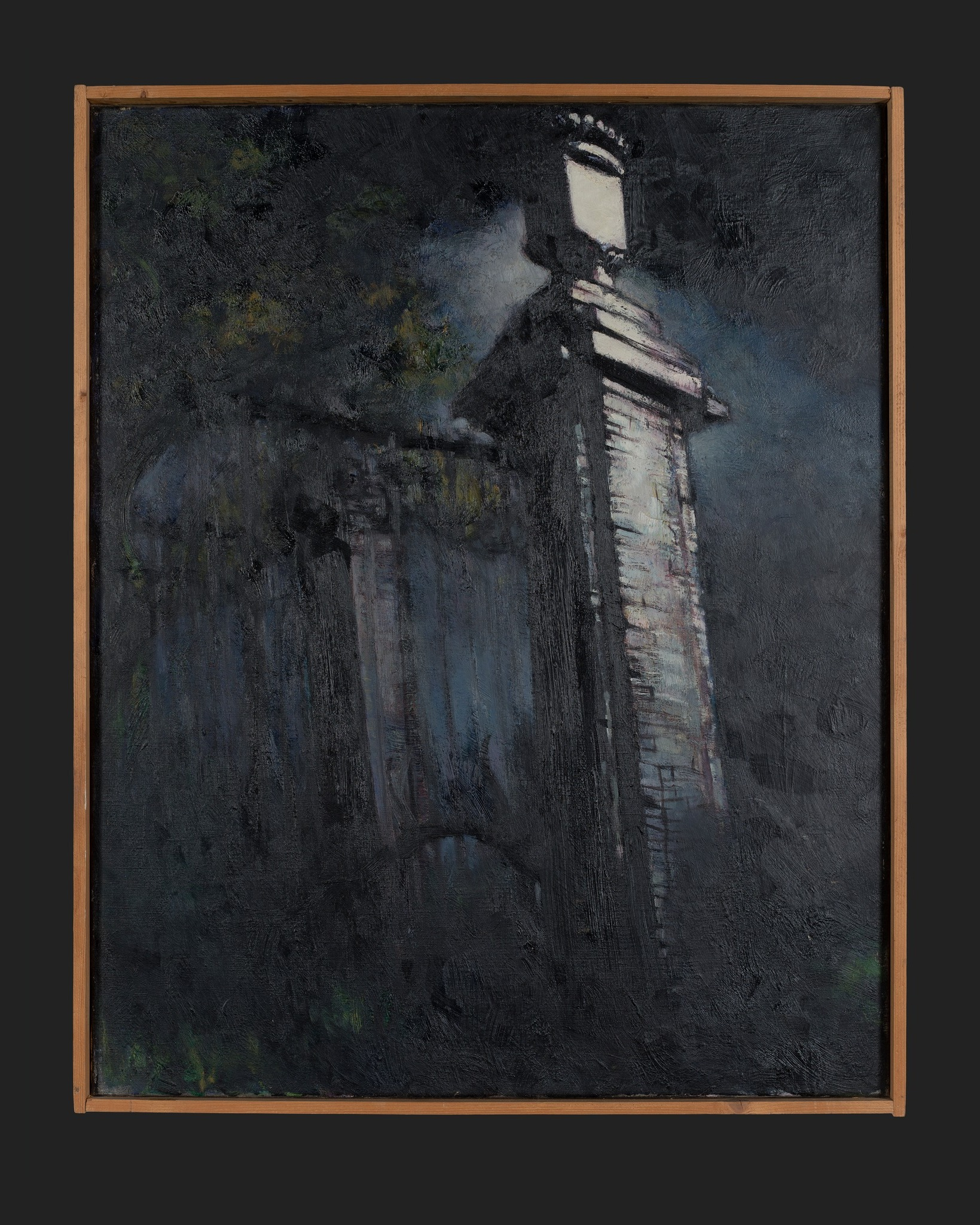
Toegangshek van buitenplaats Leeuwenhof, 1950, olieverf

Agnes Catharina Canta (Rotterdam, 14 november 1888 – aldaar, 8 augustus 1964) was een Nederlandse graficus, lithograaf, kunstschilder en boekbandontwerper. Zij volgde een opleiding aan de Academie van Beeldende Kunsten en Technische Wetenschappen in Rotterdam.
Haar onderwerpen waren landschappen, stillevens, karikaturen en dieren. Canta ontwierp ook affiches en reclame voor verpakkingen. Voor de geneeskundige dienst in Amsterdam maakte zij voor lokalen van deze dienst decoratieve muurschilderingen. In 1958 ontving zij de Penning van de Leuve van de Rotterdamse Kunststichting.

## Werken
- 1932 Muurschilderingen voor de Nederlandse film: „Terra Nova" door Gerard Rutten[1]

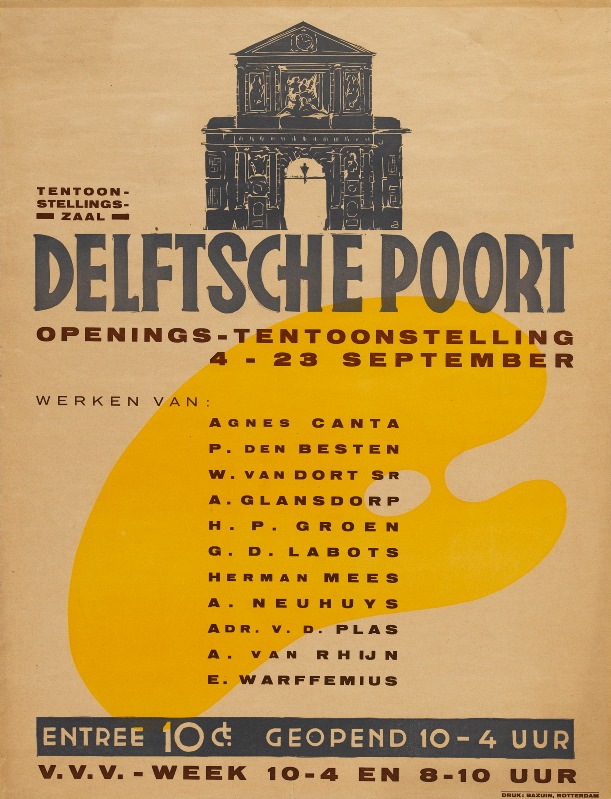
Tentoonstellingzaal Delftsche Poort. (1937)

Als beeldend kunstenaar was zij betrokken bij de bouw van:
- 1940 - Diergaarde Blijdorp (Rotterdam)
- 1940 - Schouwburg Kunstmin (Dordrecht), muurschildering[3]
- 1950 - Twentsche bank (Rotterdam)
- 1950 -Amsterdamsche Bank/Incassobank Rotterdam (Rotterdam)

Werken van Agnes Canta zijn onder andere te vinden in de collectie van Flower Art Museum in Aalsmeer

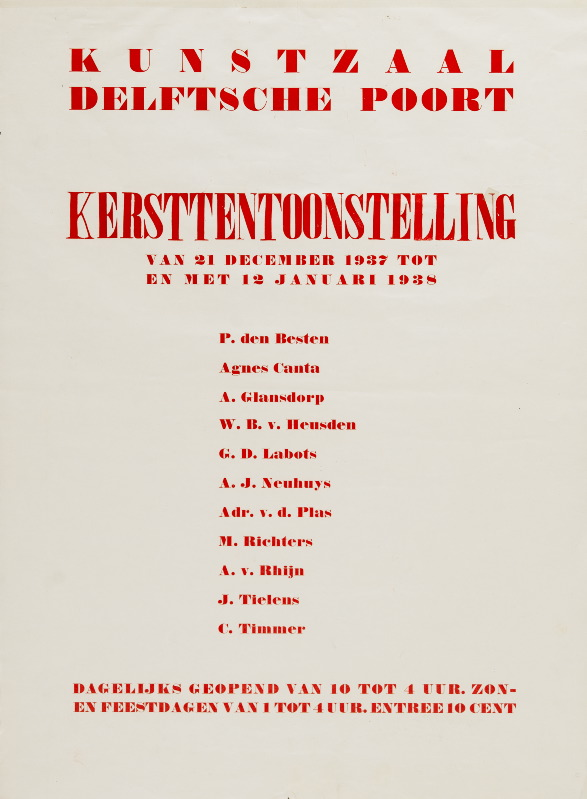
Delftsche Poort Kunstzaal. Kersttentoonstelling (1937)

## Tentoonstellingen
- 1915 - Groepstentoonstelling, (Stedelijk Museum Amsterdam)
- 1916 - Groepstentoonstelling, (Gebouw der Academie van Beeldende Kunsten en Technische Wetenschappen, Rotterdam)
- 1926 - Tentoonstelling Agnes Canta en Johs. Tielens (Rotterdamsche Kunstkring)[4]
- 1930 - Groepstentoonstelling, Gemeente Amsterdam: schilderijen, wandschilderingen, beeldhouwwerk, sierkunst (Stedelijk Museum Amsterdam)
- 1931 - Ledententoonstelling, Kunstenaarssociëteit Rotterdam, (De Bijenkorf (Rotterdam))
- 1933 - Groepstentoonstelling, S.O.S. georganiseerd door Academie voor Beeldende Kunsten Rotterdam en Nederlandsch Kunstverbond (Afdeling Rotterdam)
- 1937 - groepstentoonstelling Delftsche Poort
- 1948 - Groepstentoonstelling, Werk van kunstenaars, georganiseerd door Rotterdamse Kunststichting Rotterdam en Schielandshuis Rotterdam
- 1949 - Solotentoonstelling, georganiseerd door Historisch Museum Rotterdam, locatie: Schielandshuis, Rotterdam
- 1960 - Groepstentoonstelling Contour, georganiseerd door 	Stedelijk Museum Het Prinsenhof Delft en vereniging voor schone kunsten 'de Kring' Delft, locatie: delft
- 1991 - groepstentoonstelling, 75 jaar Koninklijke Nederlandse Jaarbeurs (Centraal Museum)[5]
- 2018 - De mooiste affiches van de Jaarbeurs (Utrechts Archief) [6]
- 2023 - Kunst tussen de ruïnes in het Depot (depot Boijmans Van Beuningen)[7]

- Biografisch Portaal: 68419638
- Nederlandse Thesaurus van Auteursnamen: 07091818X
- RKD-Nederlands Instituut voor Kunstgeschiedenis: 15146
- Système universitaire de documentation: 219785856
- Union List of Artist Names: 500201741
- Virtual International Authority File: 96703865